# Пеллуа, Эрве
Эрве Пеллуа (фр. Hervé Pellois; род. 17 апреля 1951, Ла-Шапель-Бланш, Франция) — французский политик, депутат Национального собрания Франции.

## Биография
Родился 17 апреля 1951 года в Ла-Шапель-Бланш (департамент Кот-д’Армор) 
Член Социалистической партии с 1974 года, Эрве Пеллуа был избран в 1983 году членом совета города Сент-Аве, а в 1989 году — мэром этого города. В январе 1999 года был избран в Региональный совет Бретани, а в 2001 году — членом Генерального совета департамента Морбиан от кантона Ван-Эст. После избрания возглавил левую оппозицию в Генеральном совете.
В 2012 году на выборах в Национальное собрание по 1-му округу департамента Морбиан он победил действовавшего депутата Франсуа Гулара. Ярый сторонник невозможности совмещения мандатов, в том же году он вышел из Генерального совета департамента Морбиан, а в 2014 году не стал баллотироваться на очередных муниципальных выборах в Сент-Аве. 
В 2017 году он был переизбран депутатом Национального собрания, выступив в качестве кандидата движения «Вперёд, Республика!» Эмманюэля Макрона. Являлся членом комиссии по финансам.
В начале 2022 года Эрве Пеллуа объявил, что не будет баллотироваться на предстоящих выборах в Национальное собрание и уходит из политики.

## Занимаемые должности
03.1983 — 03.1989 — член муниципального совета города Сент-Аве 
 
20.03.1989 — 29.03.201 — мэр города Сент-Аве 
 
1999 — 2001 — член Регионального совета Бретани 
 
18.03.2001 — 20.07.2012 — член Генерального совета департамента Морбиан от кантона Ван-Эст 
 
20.06.2012 — 21.06.2022 — депутат Национального собрания Франции от 1-го избирательного округа департамента Морбиан